# يان باترسون
يان باترسون (بالإنجليزية: Ian Patterson)‏ (4 أبريل 1973 في المملكة المتحدة - ) هو لاعب كرة قدم بريطاني في مركز الدفاع. لعب مع نادي بيرنلي ونادي سندرلاند وويغان أتلتيك ونادي ستاليبريدج سيلتيك.

## وصلات خارجية
- يان باترسون على موقع قاعدة بيانات كرة القدم.إي يو (الإنجليزية)